# Boliviatrast
Boliviatrast (Turdus haplochrous) är en fågel i familjen trastar inom ordningen tättingar.

## Utseende och läte
Boliviatrasten är en 23–24 cm lång trast med färglös fjäderdräkt. Ovansidan är olivbrun, undersidan ljusare, med mörkstreckad vitaktig strupe, ljust brungul näbb och bruna ben. Könen är lika. Sången består av fem till sex låga och fylliga visslingar, medan det bland lätena kan höras skriande och skallrande ljud.

## Utbredning och systematik
Fågeln förekommer sporadiskt och lokalt i norra Bolivia (Beni och Santa Cruz). Den behandlas som monotypisk, det vill säga att den inte delas in i några underarter. Genetiska studier visar att den är systerart till várzeatrasten.

## Levnadssätt
Boliviatrasten hittas i låglänta områden på cirka 250–350 meters höjd. Den föredrar halvöppen skog och säsongsmässigt övervämmad flodnära skog (várzea). Ingen information finns om vare sig dess födosöknings- eller häckningsbeteende.

## Status
Boliviatrasten har bara noterats vid en handfull lokaler, vilket gör det troligt att den är både sällsynt och lokalt förekommande. Den tros därför ha en rätt liten världspopulation, uppskattad till mellan 6 000 och 15 000 vuxna individer. Även om beståndet verkar stabilt är risken stor att den skulle påverkas kraftigt om dess levnadsmiljö försämrades. IUCN kategoriserar arten som nära hotad.